# Óscar Córdoba
Óscar Eduardo Córdoba Arce (Cali, 3 de febrero de 1970) es un exfutbolista y comentarista deportivo colombiano. Jugaba de arquero. Fue parte de la generación de futbolistas que tuvo Colombia a finales de la década de 1980 y comienzos de la de 1990, junto con Carlos Valderrama, René Higuita, Arnoldo Iguarán, Faustino Asprilla, Freddy Rincón y Adolfo Valencia, entre otros. Es uno de los pocos futbolistas colombianos que fue campeón de tres ligas de Primera División en el mundo ya que ganó el Campeonato 1996-97 de Colombia con América de Cali, la Primera División de Argentina tres veces con Boca Juniors (Apertura 1998, Clausura 1999 y Apertura 2000), además de la Superliga de Turquía en 2003 con el Beşiktaş.
Se desempeña como panelista del programa ESPN F90 Colombia de la cadena ESPN, donde además es comentarista en ocasiones esporádicas como algunos partidos de equipos colombianos en la Copa Libertadores.
Su hija es la también futbolista Vanessa Córdoba.

## Trayectoria

### Inicios
Se inició en el fútbol en la Escuela de Fútbol Carlos Sarmiento Lora de la ciudad de Cali en su país, como también en la Selección Valle, y gracias a sus buenas actuaciones fue convocado a la Selección Colombiana prejuvenil que participó en el suramericano de Buenos Aires en 1985 bajo las órdenes de Ricardo Laguay, y luego estuvo presente en el seleccionado que intervino en los Juegos Bolivarianos de Cuenca, Ecuador.
Entre sus formadores estuvieron, Pedro Nel Ospina, Juan Enrique de Brigard, César López Fretes, Finot Castaño, Juan Gallego, Carlos Portela y Daniel Silguero.

### Atlético Nacional y Deportivo Cali
En 1988 llega al Atlético Nacional en donde tan solo disputa 4 partidos en el Torneo Finalización siendo suplente de René Higuita.
Dadas sus buenas condiciones, el arquero vallecaucano fue recomendado al Deportivo Cali dirigido por el yugoslavo Vladimir Popović, en el cual en dos temporadas suma 4 partidos.

### Deportes Quindío
En 1990 fue a préstamo al Deportes Quindío, donde se consolidó a nivel profesional logrando grandes actuaciones, que le valió para ser tomado en cuenta en la selección juvenil que estuvo presente en el Mundial Juvenil de Arabia Saudita; selección que también integraba Jorge Bermúdez.

### Millonarios
En 1991 fue traspasado a Millonarios por petición directa del entrenador Eduardo Julián Retat, allí tiene un buen año. Para 1992, bajo las órdenes de Moisés Pachón sus primeros partidos son muy malos y recibe una goleada encontra en el Clásico capitalino frente a Independiente Santa Fe que lo relega a ser suplente e incluso la tercera opción del arco embajador, luego con el entrenador Miguel Augusto Prince vuelve a tener algunos encuentros pero termina perdiendo la titular con Eddy Villarraga.

### Once Caldas
En 1993 pasó al Once Caldas, donde disputa los primeros partidos de la temporada con un buen nivel que lo llevan al América de Cali.

### América de Cali
En el segundo semestre de 1993 llega al América de Cali. Fue subcampeón de la Copa Libertadores 1996 con el equipo rojo perdiendo la final frente a River Plate, y ganó la Liga en 1997.
Disputó 162 partidos. (147) de liga, (14) de Libertadores y (1) de Copa Conmebol.

### Boca Juniors

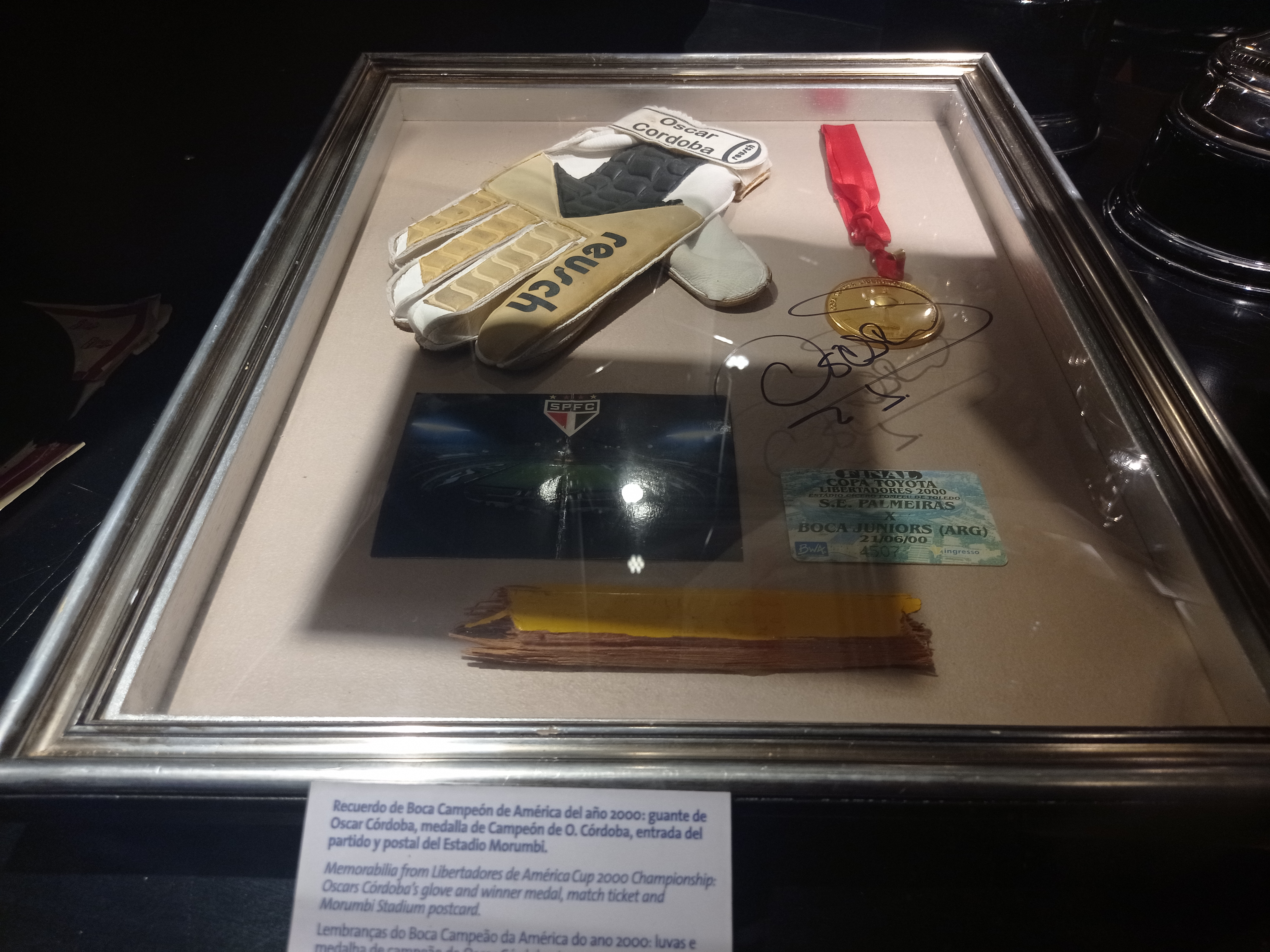
Guantes y medalla de Córdoba de la Copa Libertadores 2000.

Ese año emigró a Boca Juniors de Argentina y su debut se produjo el 30 de agosto de 1997 frente a Platense; Ganó un Torneo Clausura (1999), dos Apertura (1998 y 2000), dos Copas Libertadores de América (2000 y 2001) y una Copa Intercontinental (2000).
En 2001 fue catalogado por la IFFHS como el segundo mejor portero del mundo detrás del alemán Oliver Kahn y superando en la votación al italiano Gianluigi Buffon y al francés Fabien Barthez.
Disputó 162 partidos: (118 liga y 44 internacionales).

### Perugia
Jugó 6 meses durante el 2002 en el Perugia Calcio de Italia donde debió defender la valla en un momento complejo del club que jugaba por entonces en zona de descenso. Su contrato finalizó apenas lograr el objetivo de no perder la categoría. Fue reemplazado por el australiano Željko Kalac.

### Beşiktaş
Llegó al Beşiktaş de Turquía a mediados del 2002, donde jugó 138 partidos hasta el 2006.

### Regreso al Deportivo Cali
A mediados del año 2007 aunque tenía una oferta millonaria del Steaua de Bucarest en Rumania anunció su retiro de las canchas, decisión que echó atrás unas semanas después estando en su natal Colombia por el ofrecimiento que le hizo el Deportivo Cali, fichando en el club por lo que restaba del año 2007.
En 2008 también jugó el primer semestre con equipo, y luego de sufrir una agresión en pleno partido por parte de un barrista se marcharía de este.

### Regreso a Millonarios

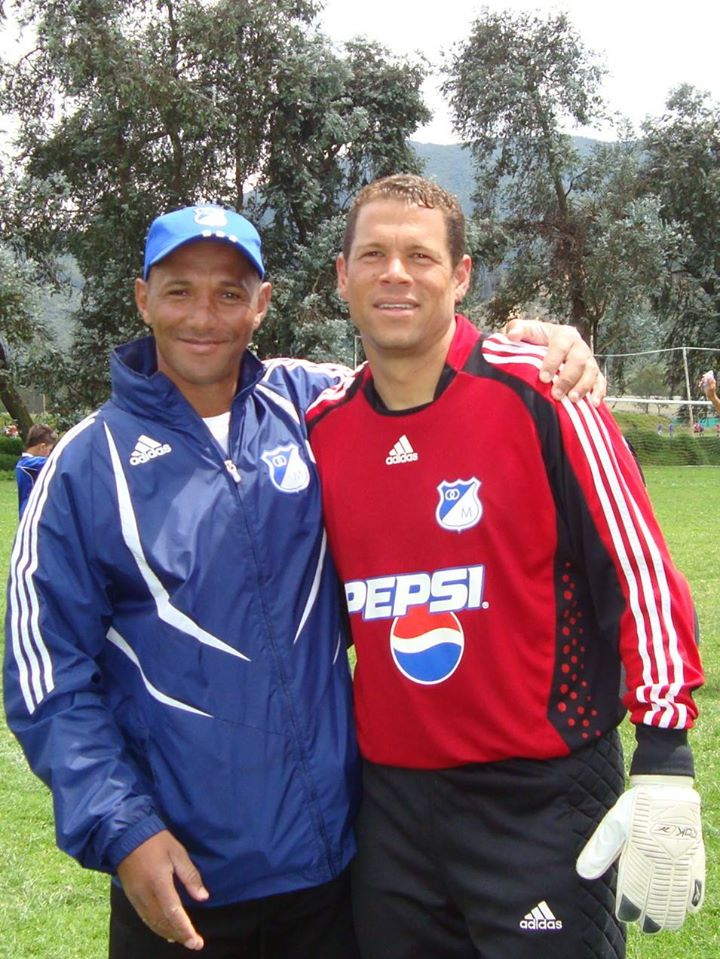
Martín Viveros con Córdoba en Millonarios, 2009.

En julio de 2008 se vinculó con Millonarios, equipo donde jugó en la década de los años 90. Llegando para suplir a Eduardo Blandón y disputando la posición con José Fernando Cuadrado y Milton Patiño.
El 7 de noviembre de 2009, a sus 39 años, anunció que, apenas finalizara el torneo, se retiraría del fútbol tras sufrir varias lesiones y una molestia crónica en la espalda.

## Selección nacional
Integró las selecciones nacionales de Colombia en varias categorías. En la categoría juvenil participó en el Sudamericano Argentina 1988 y el Copa Mundial de Fútbol Juvenil de 1989 disputada en Arabia Saudita, y también fue segundo arquero para las eliminatorias mundialistas camino a Italia 1990, que a la postre sirviria a ser arquero N.º 3 para dicho mundial.
En las eliminatorias para la Copa Mundial de Fútbol de 1994 fue una de las grandes figuras en las eliminatorias siendo titular en todos los partidos y recibiendo solo 2 goles obteniendo la valla menos vencida de las eliminatorias. Tuvo un papel clave en la histórica derrota Argentina 0-5 Colombia. Por Eliminatorias para la Copa Mundial de Fútbol participó en un total de 25 juegos.
Jugó en la Copa Mundial de Fútbol de 1994 y formó parte de la Selección Colombia de fútbol en la Copa Mundial de Fútbol de 1998
En 2001 obtuvo la Copa América jugando 5 de los 6 partidos posibles dejando la valla invicta durante todo el torneo por lo cual posee el récord junto a su suplente en la competición Miguel Calero de ser los únicos en dejar la valla invicta en una Copa América.
Fue titular en la Copa Confederaciones 2003 quedando en cuarto lugar.
El 10 de septiembre de 2003, Córdoba superó el récord de René Higuita de 68 partidos internacionales, para convertirse en el portero récord de Colombia de todos los tiempos. Fue convocado a la selección de Colombia por última vez en octubre de 2009 como el tercer portero en una eliminatoria de la Copa Mundial de la FIFA para la Conmebol.

#### Participaciones enCopas del Mundo
| Mundial                                | Sede                     | Resultado                | PJ                           | GR | VI |
| -------------------------------------- | ------------------------ | ------------------------ | ---------------------------- | -- | -- |
| Copa Mundial de Fútbol Juvenil de 1987 | Chile                    | Fase de grupos           | 0 (3 partidos como suplente) | 0  | 0  |
| Copa Mundial de Fútbol Juvenil de 1989 | Arabia Saudita           | Cuartos de final         | 3                            | -4 | 1  |
| Mundial de USA 1994                    | Estados Unidos           | Fase de grupos           | 3                            | -5 | 1  |
| Mundial de Francia 1998                | Francia                  | Fase de grupos           | 0 (3 partidos como suplente) | 0  | 0  |
| Total en Copas del Mundo               | Total en Copas del Mundo | Total en Copas del Mundo | 6                            | -9 | 2  |

#### Participaciones enCopa Confederaciones
| Torneo                    | Sede    | Resultado    | PJ | GR | VI |
| ------------------------- | ------- | ------------ | -- | -- | -- |
| Copa Confederaciones 2003 | Francia | Cuarto lugar | 5  | -5 | 1  |

#### Participaciones enCopas América
| Torneo                 | Sede                   | Resultado              | PJ                           | GR | VI |
| ---------------------- | ---------------------- | ---------------------- | ---------------------------- | -- | -- |
| Copa América 1993      | Ecuador                | Tercer lugar           | 6                            | -4 | 2  |
| Copa América 1995      | Uruguay                | Tercer lugar           | 0 (6 partidos como suplente) | 0  | 0  |
| Copa América 2001      | Colombia               | Campeón                | 5                            | 0  | 5  |
| Total en Copas América | Total en Copas América | Total en Copas América | 11                           | -4 | 7  |

#### Participaciones enEliminatorias al Mundial
| Eliminatoria                                | Sede del Mundial       | Posición               | Resultado   | PJ                                | GR  | VI |
| ------------------------------------------- | ---------------------- | ---------------------- | ----------- | --------------------------------- | --- | -- |
| Eliminatorias Mundial de USA 1994           | Estados Unidos         | 1°lugar Grupo A 10pts  | Clasificado | 6                                 | -2  | 4  |
| Eliminatorias Mundial de Francia 1998       | Francia                | 3°lugar 28pts          | Clasificado | 3                                 | -1  | 2  |
| Eliminatorias Mundial de Corea y Japón 2002 | Corea del Sur y Japón  | 6°lugar 27pts          | Eliminado   | 16                                | -12 | 9  |
| Eliminatorias Mundial de Alemania 2006      | Alemania               | 6°lugar 24pts          | Eliminado   | 3                                 | -7  | 0  |
| Eliminatorias Mundial de Sudáfrica 2010     | Sudáfrica              | 7°lugar 23pts          | Eliminado   | 0 (2 convocatorias como suplente) | 0   | 0  |
| Total en Eliminatorias                      | Total en Eliminatorias | Total en Eliminatorias | 2/5         | 28                                | -22 | 15 |

## Clubes

### Como jugador
| Club              | País      | Año       |
| ----------------- | --------- | --------- |
| Atlético Nacional | Colombia  | 1988      |
| Deportivo Cali    | Colombia  | 1989-1990 |
| Deportes Quindío  | Colombia  | 1990      |
| Millonarios       | Colombia  | 1991-1992 |
| Once Caldas       | Colombia  | 1993      |
| América de Cali   | Colombia  | 1993-1997 |
| Boca Juniors      | Argentina | 1997-2001 |
| Perugia           | Italia    | 2002      |
| Beşiktaş          | Turquía   | 2002-2006 |
| Antalyaspor       | Turquía   | 2006-2007 |
| Deportivo Cali    | Colombia  | 2007-2008 |
| Millonarios       | Colombia  | 2008-2009 |

### Como dirigente
| Rol                | Club                 | País     | Año       |
| ------------------ | -------------------- | -------- | --------- |
| Presidente         | Atlético Bucaramanga | Colombia | 2012-2013 |
| Director deportivo | Uniautónoma          | Colombia | 2015      |

## Estadísticas como jugador

### Clubes
| Club                         | Temporada           | Liga | Liga  | Copas Nacionales | Copas Nacionales | Copas Internacionales | Copas Internacionales | Total | Total |
| Club                         | Temporada           | PJ.  | Goles | PJ.              | Goles            | PJ.                   | Goles                 | PJ.   | Goles |
| ---------------------------- | ------------------- | ---- | ----- | ---------------- | ---------------- | --------------------- | --------------------- | ----- | ----- |
| Atlético Nacional · Colombia | 1988                | 4    | 0     | Inexistente      | Inexistente      | Inexequible           | Inexequible           | 4     | 0     |
| Deportivo Cali · Colombia    | 1989                | 2    | 0     | Inexistente      | Inexistente      | Inexequible           | Inexequible           | 2     | 0     |
| Deportivo Cali · Colombia    | 1990                | 2    | 0     | Inexistente      | Inexistente      | Inexequible           | Inexequible           | 2     | 0     |
| Deportes Quindío · Colombia  | 1990                | 29   | 0     | Inexistente      | Inexistente      | Inexequible           | Inexequible           | 29    | 0     |
| Millonarios · Colombia       | 1991-92             | 61   | 0     | Inexistente      | Inexistente      | Inexequible           | Inexequible           | 61    | 0     |
| Once Caldas · Colombia       | 1993                | 14   | 0     | Inexistente      | Inexistente      | Inexequible           | Inexequible           | 14    | 0     |
| América de Cali · Colombia   | 1993-97             | 147  | 0     | Inexistente      | Inexistente      | 15                    | 0                     | 162   | 0     |
| Boca Juniors Argentina       | 1997-98             | 25   | 0     | Inexistente      | Inexistente      | 4                     | 0                     | 29    | 0     |
| Boca Juniors Argentina       | 1998-99             | 27   | 0     | Inexistente      | Inexistente      | 2                     | 0                     | 29    | 0     |
| Boca Juniors Argentina       | 1999-00             | 31   | 0     | Inexistente      | Inexistente      | 20                    | 0                     | 51    | 0     |
| Boca Juniors Argentina       | 2000-01             | 21   | 0     | Inexistente      | Inexistente      | 16                    | 0                     | 37    | 0     |
| Boca Juniors Argentina       | C-2001              | 14   | 0     | Inexistente      | Inexistente      | 2                     | 0                     | 16    | 0     |
| Boca Juniors Argentina       | Total club          | 118  | 0     | 0                | 0                | 44                    | 0                     | 162   | 0     |
| Perugia · Italia             | 2002                | 15   | 0     | Inexistente      | Inexistente      | Inexequible           | Inexequible           | 15    | 0     |
| Besiktas Turquía             | 2002-03             | 31   | 0     | 2                | 0                | 10                    | 0                     | 43    | 0     |
| Besiktas Turquía             | 2003-04             | 26   | 0     | 1                | 0                | 8                     | 0                     | 35    | 0     |
| Besiktas Turquía             | 2004-05             | 14   | 0     | 1                | 0                | 1                     | 0                     | 16    | 0     |
| Besiktas Turquía             | 2005-06             | 28   | 0     | 8                | 0                | 8                     | 0                     | 44    | 0     |
| Besiktas Turquía             | Total club          | 99   | 0     | 12               | 0                | 27                    | 0                     | 138   | 0     |
| Antalyaspor Turquía          | 2006-07             | 32   | 0     | 1                | 0                | Inexequible           | Inexequible           | 33    | 0     |
| Deportivo Cali · Colombia    | F-2007              | 14   | 0     | Inexistente      | Inexistente      | Inexequible           | Inexequible           | 14    | 0     |
| Deportivo Cali · Colombia    | A-2008              | 20   | 0     | Desconocido      | Desconocido      | Inexequible           | Inexequible           | 20    | 0     |
| Deportivo Cali · Colombia    | Total club          | 38   | 0     | 0                | 0                | 0                     | 0                     | 38    | 0     |
| Millonarios · Colombia       | F-2008              | 10   | 0     | Desconocido      | Desconocido      | Inexequible           | Inexequible           | 10    | 0     |
| Millonarios · Colombia       | 2009                | 17   | 0     | Desconocido      | Desconocido      | Inexequible           | Inexequible           | 17    | 0     |
| Millonarios · Colombia       | Total club          | 88   | 0     | 0                | 0                | 0                     | 0                     | 88    | 0     |
| Total en su carrera          | Total en su carrera | 584  | 0     | 13               | 0                | 86                    | 0                     | 683   | 0     |

### Selección
| Selección                | Año                      | Partidos | Goles |
| ------------------------ | ------------------------ | -------- | ----- |
| Sub-20                   | 1989                     | 4        | 0     |
| Total                    | Total                    | 4        | 0     |
| Absoluta                 | 1993                     | 15       | 0     |
| Absoluta                 | 1994                     | 15       | 0     |
| Absoluta                 | 1995                     | 1        | 0     |
| Absoluta                 | 1997                     | 4        | 0     |
| Absoluta                 | 1998                     | 3        | 0     |
| Absoluta                 | 1999                     | 2        | 0     |
| Absoluta                 | 2000                     | 9        | 0     |
| Absoluta                 | 2001                     | 12       | 0     |
| Absoluta                 | 2003                     | 9        | 0     |
| Absoluta                 | 2006                     | 3        | 0     |
| Total                    | Total                    | 73       | 0     |
| Total Selección Colombia | Total Selección Colombia | 77       | 0     |

## Palmarés

### Campeonatos nacionales
| Título           | Equipo             | País      | Año     |
| ---------------- | ------------------ | --------- | ------- |
| Primera A        | América de Cali    | Colombia  | 1996/97 |
| Primera División | C. A. Boca Juniors | Argentina | A-1998  |
| Primera División | C. A. Boca Juniors | Argentina | C-1999  |
| Primera División | C. A. Boca Juniors | Argentina | A-2000  |
| Superliga        | Besiktas J. K.     | Turquía   | 2002/03 |
| Copa de Turquía  | Besiktas J. K.     | Turquía   | 2005/06 |

### Copas internacionales
| Título                | Equipo             | Sede         | Año  |
| --------------------- | ------------------ | ------------ | ---- |
| Copa Libertadores     | C. A. Boca Juniors | São Paulo    | 2000 |
| Copa Intercontinental | C. A. Boca Juniors | Tokio        | 2000 |
| Copa Libertadores     | C. A. Boca Juniors | Buenos Aires | 2001 |
| Copa América          | Selección Colombia | Colombia     | 2001 |

## Distinciones individuales
En diciembre de 2008 fue nominado por el canal estadounidense Fox Sports como "Trayectoria Destacada" a los premios que anualmente concede dicho medio a los mejores deportistas del mundo. Óscar seriá premiado con el reconocimiento especial a la Trayectoria Destacada junto al delantero argentino Gabriel Omar Batistuta.
| Distinción                                                                                       | Año  |
| ------------------------------------------------------------------------------------------------ | ---- |
| Mejor Portero de la Copa Libertadores                                                            | 2000 |
| Parte del Equipo Ideal de América                                                                | 2000 |
| Tercer Mejor Jugador de América                                                                  | 2000 |
| Mejor Portero de la Copa Libertadores                                                            | 2001 |
| Mejor Portero de la Copa América                                                                 | 2001 |
| Primer y único portero en la historia de la Copa América en mantener la portería a cero perfecta | 2001 |
| Parte del Equipo Ideal de América                                                                | 2001 |
| Segundo Mejor Jugador de América                                                                 | 2001 |
| Segundo Mejor Portero del Mundo                                                                  | 2001 |

## Trayectoria televisiva
| Programa                  | Cadena              | Rol          | Año           |
| ------------------------- | ------------------- | ------------ | ------------- |
| Fútbol+                   | Versus Claro Sports | Panelista    | 2013-2015     |
| Fox Sports Radio Colombia | Fox Sports          | Panelista    | 2016-2019     |
| MasterChef                | RCN                 | Participante | 2019-2020     |
| F90 Colombia              | ESPN                | Panelista    | 2020-presente |